# うっちゃり姫君
『うっちゃり姫君』（うっちゃりひめぎみ）は、1961年に公開された田坂勝彦監督の日本映画。

## スタッフ
以下のスタッフ名はKINENOTEに従った。
- 監督 - 田坂勝彦
- 企画 - 浅井昭三郎
- 脚本 - 西村八郎
- 撮影 - 竹村康和
- 音楽 - 渡辺岳夫
- 美術 - 太田誠一
- 録音 - 近藤正一
- 照明 - 美間博
- 編集 - 西田重雄

## キャスト
以下の出演者名と役名はKINENOTEに従った。
- 弓恵子 - 徳川百合姫
- 岸正子 - 西大路淑姫
- 浦路洋子 - おさらばお蓮
- 丹羽又三郎 - 柿の木金助
- 中村豊 - 岡島三郎太
- 富士川博子 - 侍女浪路
- 島田竜三 - 陣場仙十郎
- 小堀明男 - 田沼意知
- 東良之助 - 岡島甚左衛門
- 南部彰三 - 阿部左京之亮
- 尾上栄五郎 - 大井備前守
- 南条新太郎 - 将軍家治
- 水原浩一 - 根来重四郎
- 寺島雄作 - 太田原十内
- 栃若 - 力士栃若
- 原聖四郎 - 筒井近江守
- 伊達三郎 - 浜松の宿場役人
- 玉置一恵 - 虎の胴元
- 堀北幸夫 - 関所役人河村
- 福井隆次 - 田沼家々臣横田
- 浜田雄史 - からすの三次
- 大林一夫 - 虎の乾分吉松
- 安田祥郎 - 田沼家々臣越山
- 渡辺満男 - 虎の乾分勘次
- 鶴賀二郎 - 虎の壷振り

## 同時上映
- 『投資令嬢』